# Юшты
Юшты́ — озеро в Челябинской области, северо-восточнее Карабаша.

## География
Юшты́ — озеро в Карабашском районе Челябинской области. Расположено северо-восточнее Карабаша. Вокруг Юшты много мелких и средних озёр: Большой и Малый Агардяш, Серебры, Алабуга, Анашка, Садок, Забойное, Увильды, Малый Баик и Аргази. Между Юшты и озером Малый Агардяш находится одноимённый посёлок. Юшты разделено на две части, между которыми проходит железнодорожная ветка Кыштым — Пирит и рядом с озером расположена платформа 28 км.
Водоём вытянут с севера на юг. Длина озера — 1,2 км, ширина около 500 метров. Площадь — 60 га. Глубина озера 8 метров.
Административно входит в городской округ Карабаш.

## Растительный и животный мир
Озеро Юшты богато рыбой. Озеро неоднократно зарыбляли сигом, налимом, щукой, лещом, карпом личинкой и навеской по 50 г.
В 2010 году был запущен карп.
В 2013 году зарыбляли личинкой налима, щуки, леща, а также карпом навеской по 50 г.
В 2014 году зарыбляли только щукой.